# Arkadij Vjattjanin
Arkadij Arkadjevitj Vjattjanin (ryska: Аркадий Аркадьевич Вятча́нин) född 4 april 1984 i Vorkuta, är en rysk simmare som tävlar i ryggsim. Vjattjanin har varit en del av Rysslands landslag i simning sedan år 2000. Vid de olympiska spelen 2008 i Peking vann Vjattjanin två bronsmedaljer.